# مدار پارکینگ
مدار پارکینگ (به انگلیسی: Parking orbit)، یک مدار موقت است که در جریان راه‌اندازی یک ماهواره یا دیگر کاوشگرهای فضایی در صورت لزوم مورد استفاده قرار می‌گیرد. موشک پرتاب ارتفاع خود را از زمین تا رسیدن به مدار پارکینگ افزایش می‌دهد، سپس برای مدتی در آن مدار پهلو می‌گیرد، و سپس برای ورود به مسیر مورد نظر نهایی با به کار انداختن (آتش کردن) دوباره از مدار پارکینگ خارج می‌شود. گزینهٔ دیگر در برابر استفاده از مدار پارکینگ ورود یا «تزریق مستقیم» است، که در آن موشک به‌طور مداوم (به جز در طول مرحله بندی) تا زمانی که سوخت آن تمام شود، به کار خود ادامه می‌دهد؛ که در آن هنگام بار مفید در مسیر نهایی خود قرار گرفته‌است.

## دلیل‌های استفاده
دلایل متعددی که چرا مدار پارکینگ ممکن است مورد استفاده قرار گیرد وجود دارد.

### فضاپیمای ثابت
فضاپیماهای مدار زمین‌ثابت نیاز دارند که در مداری هم‌سطح با خط استوا؛ استوای سماوی، قرار داشته باشند. در رسیدن به آنجا به یک مدار انتقالی زمین‌ایستا با داشتن اوجی مستقیماً بالای خط استوا نیاز است. مگر در مواردی که محل پرتاب خود کاملاً نزدیک به استوا باشد، به مقداری زیاد و غیرعملی سوخت برای راه‌اندازی یک فضاپیما که به‌طور مستقیم به چنین مداری برسد نیاز است. به جای آن، فضاپیما نخست در یک مرحله به سوی یک مدار پارکینگ پرتاب می‌شود و در آن قرار می‌گیرد. زمانی که فضاپیما در آن مدار از خط استوا می‌گذرد، مرحله دوم انتقال به منظور بالا بردن اوج فضاپیما تا ارتفاع ثابت (و همچنین اغلب کاهش تمایل مدار انتقال)، انجام می‌گیرد. در حضیض، به منظور بالا بردن ماهواره نیز به مقداری سوخت نیاز است تا شکل مدار دایره‌ای و همان ارتفاع حفظ شود و هر گونه تمایل باقی مانده حذف و جبران شود.

### زمین-ماه یا سفینهٔ بین سیاره‌ای

استفاده از مدار پارکینگ در یکی از ماموریت‌های آغازین پروژه فضایی رنجر به سوی ماه. توجه: زاویه پرتاب بسته به زمان راه اندازی در پنجره راه‌اندازی متفاوت است.

به منظور رسیدن به ماه یا یک سیاره در زمان مورد نظر، فضاپیما باید در یک بازهٔ زمانی محدودی که به نام پنجره راه‌اندازی شناخته شده، راه اندازی شود. استفادهٔ مقدماتی از یک مدار پارکینگ قبل از تزریق نهایی می‌تواند محدودیت این پنجره را از ثانیه یا دقیقه به چندین ساعت یا بیشتر گشاده‌تر سازد. برای ماموریت‌های سرنشین‌دار ماه در برنامه‌های فضایی آپولو، استفاده از مدار پارکینگ امکان بررسی دوباره و دقیق فضاپیما، پس از تحمل فشار پرتاب؛ قبل از اقدام به رهسپاری به سوی ماه، تا هنوز به خانه نزدیک بود را فراهم می‌کرد.